# Droga grzbietowo-boczna
Droga grzbietowo-boczna (pęczek Lissauera, łac. tractus dorsolateralis) – pasmo włókien nerwowych przebiegające u szczytu rogu tylnego, między sznurem bocznym a tylnym rdzenia kręgowego. Opisali je jako pierwsi niemiecki neuroanatom i neurolog Heinrich Lissauer, i, rok wcześniej, amerykański anatom i neurolog Edward Charles Spitzka.